# Pandemia de COVID-19 no Sudão
Este artigo documenta os impactos da pandemia de coronavírus de 2020 no Sudão e pode não incluir todas as principais respostas e medidas contemporâneas.

## Linha do tempo
Em 13 de março, o primeiro caso de COVID-19 no Sudão foi confirmado, tendo ocorrido em Cartum. O infectado morreu em 12 de março e havia visitado os Emirados Árabes Unidos na primeira semana de março.
Como medida de segurança, o país suspendeu a emissão de vistos e voos para oito países, incluindo a Itália e o Egito, devido à apreensão da pandemia de coronavírus.